# Asota symmorpha
Asota symmorpha là một loài bướm đêm trong họ Erebidae.